# بلانکا پالوما
بلانکا پالوما (به انگلیسی: Blanca Paloma) با نام کامل بلانکا پالوما راموس بائزا (به انگلیسی: Blanca Paloma Ramos Baeza) (زاده ۹ ژوئن ۱۹۸۹) خواننده و ترانه‌سرا اسپانیایی است.
او نماینده اسپانیا در یوروویژن ۲۰۲۳ بود.